# Suzuka Ōgo
Pour les articles homonymes, voir Ōgo.
 (mars 2025).
La mise en forme du texte ne suit pas les recommandations de Wikipédia : il faut le « wikifier ».
Les points d'amélioration suivants sont les cas les plus fréquents. Le détail des points à revoir est peut-être précisé sur la page de discussion.
- Les titres sont pré-formatés par le logiciel. Ils ne sont ni en capitales, ni en gras.
- Le texte ne doit pas être écrit en capitales (les noms de famille non plus), ni en gras, ni en italique, ni en « petit »…
- Le gras n'est utilisé que pour surligner le titre de l'article dans l'introduction, une seule fois.
- L'italique est rarement utilisé : mots en langue étrangère, titres d'œuvres, noms de bateaux, etc.
- Les citations ne sont pas en italique mais en corps de texte normal. Elles sont entourées par des guillemets français : « et ».
- Les listes à puces sont à éviter, des paragraphes rédigés étant largement préférés. Les tableaux sont à réserver à la présentation de données structurées (résultats, etc.).
- Les appels de note de bas de page (petits chiffres en exposant, introduits par l'outil «  Source ») sont à placer entre la fin de phrase et le point final[comme ça].
- Les liens internes (vers d'autres articles de Wikipédia) sont à choisir avec parcimonie. Créez des liens vers des articles approfondissant le sujet. Les termes génériques sans rapport avec le sujet sont à éviter, ainsi que les répétitions de liens vers un même terme.
- Les liens externes sont à placer uniquement dans une section « Liens externes », à la fin de l'article. Ces liens sont à choisir avec parcimonie suivant les règles définies. Si un lien sert de source à l'article, son insertion dans le texte est à faire par les notes de bas de page.
- La présentation des références doit suivre les conventions bibliographiques. Il est recommandé d'utiliser les modèles {{Ouvrage}}, {{Chapitre}}, {{Article}}, {{Lien web}} et/ou {{Bibliographie}}. Le mode d'édition visuel peut mettre en forme automatiquement les références.
- Insérer une infobox (cadre d'informations à droite) n'est pas obligatoire pour parachever la mise en page.

Pour une aide détaillée, merci de consulter Aide:Wikification.
Si vous pensez que ces points ont été résolus, vous pouvez retirer ce bandeau et améliorer la mise en forme d'un autre article.
Suzuka Ōgo (大後寿々花, Ōgo Suzuka), née le 5 août 1993 à Kanagawa, est une actrice japonaise. Elle a joué dans le film Mémoires d’une geisha où elle interprète la jeune Chiyo (qui s’appellera plus tard Sayuri), personnage principal du film.

## Biographie
Ōgo commence sa carrière d'actrice à l'âge de sept ans lorsqu'elle intègre la compagnie théâtrale Himawari (劇団ひまわり). Elle joue la pièce Kuni tori monogatari (国盗り物語, L'histoire du voleur national) au théâtre Meiji-za de Tokyo.
En 2005, elle participe à un premier grand film, Kita No Zeronen (北の零年) du réalisateur Isao Yukisada, où elle joue le personnage Tae Komatsubara au côté du célèbre acteur Ken Watanabe. La même année, elle joue dans le film de Rob Marshall, Mémoires d'une geisha, où elle incarne le personnage de Nitta Sayuri enfant, jouée par l'actrice chinoise Zhang Ziyi. Elle gagne également le prix du meilleur acteur débutant aux Japan Film Critics Award de 2005.
En 2006, elle quitte la compagnie Himawari et signe un contrat avec la société de production Catamaran. En 2007, elle joue dans le drama Sexy Voice and Robo où elle incarne le rôle de l’héroïne Niko Hayashi. 

## Filmographie

### TV drama
- Gokusen (ごくせん?) (2002, Nippon TV)
- Hito ni Yasashiku (人にやさしく?) (2002, Fuji TV)
- La Clinique du Dr Koto (Dr.コトー診療所, Dr. Koto Shinryōjo?) (2003–04, Fuji TV)
- Ai no Ie ~Nakimushi Sato to Shichinin no Ko~ (愛の家～泣き虫サトと7人の子～?) (2003, NHK)
- Dr. Kotō: Shinryojō 2004 (Dr. Coto's Clinic 2004, Dr.コトー診療所2004?) (2004, Fuji TV)
- Aikurushī (あいくるしい?) (2005, TBS)
- Shibō Suitei Jikoku (死亡推定時刻?) (2006, Fuji TV)
- Dr. Kotō: Shinryojō 2006 (Dr.コトー診療所2006?) (2006, Fuji TV)
- Sexy Voice and Robo (セクシーボイスアンドロボ?) (2007, Nippon TV)
- Galileo (ガリレオ?)(2007, Fuji TV)
- Churaumi Karano Nengajyou (美ら海からの年賀状?)(2007, Fuji TV)
- Hitomi (瞳?)(2008, NHK)
- Shibatora~Dōgaokeiji・Sibata Taketora~ (シバトラ～童顔刑事・柴田竹虎～?)(2008, Fuji TV)

### Anime
- Michiko to Hatchin (2008, Fuji TV) - Hana Morenos

### Films
- 2003 : Ultraman Cosmos vs Ultraman Justice: The Final Battle (ウルトラマンコスモスVSウルトラマンジャスティス THE FINAL BATTLE?)
- 2005 : Kita No Zeronen (北の零年?, a.k.a. Year One in the North)
- 2005 : Mémoires d'une geisha (Memoirs of a Geisha) de Rob Marshall : la jeune Chiyo
- 2006 : Bart no Gakuen (バルトの楽園?)
- 2007 : Tōku no Sora ni Kieta (遠くの空に消えた?)
- 2008 : Guu-Guu Datte Neko de Aru  (グーグーだって猫である?)
- 2009 : Kamui Gaiden (カムイ外伝) de Yoichi Sai
- 2012 : The Kirishima Thing de Daihachi Yoshida
- 2019 : I Was a Secret Bitch ("隠れビッチ"やってました, "Kakure Bicchi" Yattemashita?) de Kōichirō Miki
- 2025 : Bullet Train Explosion de Shinji Higuchi